# Wereldkampioenschap voetbal 1966 (kwalificatie UEFA)
In totaal schreven 31 teams van de UEFA zich in voor de kwalificatie van het wereldkampioenschap voetbal 1966. Deze teams werden verdeeld in 9 groepen, de winnaar van de groepen kwalificeert zich voor het hoofdtoernooi. 
Dit kwalificatietoernooi startte op 24 mei 1964 en de laatste wedstrijd werd gespeeld op 29 december 1965. Engeland was als gastland automatisch gekwalificeerd voor het hoofdtoernooi.

## Gekwalificeerde landen
| FIFA-lid       | Confederatie | Kwalificatie    | Aantal dln. (inclusief 1966) | Dln. op rij | Eerste dln. | Laatste dln. | Titels (exclusief 1966) | Beste prestatie |
| -------------- | ------------ | --------------- | ---------------------------- | ----------- | ----------- | ------------ | ----------------------- | --------------- |
| Engeland       | UEFA         | Gastland        | 5e                           | 5           | 1950        | 1962         | 0                       | Kwartfinale     |
| Bulgarije      | UEFA         | Winnaar groep 1 | 2e                           | 2           | 1962        | 1962         | 0                       | Groepsfase      |
| West-Duitsland | UEFA         | Winnaar groep 2 | 6e                           | 4           | 1934        | 1962         | 1                       | Kampioen        |
| Frankrijk      | UEFA         | Winnaar groep 3 | 6e                           | 1           | 1930        | 1958         | 0                       | Derde           |
| Portugal       | UEFA         | Winnaar groep 4 | 1e                           | 1           | n.v.t.      | n.v.t.       | n.v.t.                  | n.v.t.          |
| Zwitserland    | UEFA         | Winnaar groep 5 | 6e                           | 2           | 1934        | 1962         | 0                       | Kwartfinale     |
| Hongarije      | UEFA         | Winnaar groep 6 | 6e                           | 4           | 1934        | 1962         | 0                       | Tweede          |
| Sovjet-Unie    | UEFA         | Winnaar groep 7 | 3e                           | 3           | 1958        | 1962         | 0                       | Kwartfinale     |
| Italië         | UEFA         | Winnaar groep 8 | 6e                           | 2           | 1934        | 1962         | 2                       | Winnaar         |
| Spanje         | UEFA         | Winnaar groep 9 | 4e                           | 2           | 1934        | 1962         | 0                       | Vierde          |

## Groepen en wedstrijden
Legenda

### Groep 1
België had een talentvolle generatie met als belangrijkste speler Paul Van Himst. Ze eindigden gelijk met Bulgarije en er moest een beslissingswedstrijd gespeeld worden in Florence, Italië. De Bulgaren wonnen met 2-1 dankzij twee doelpunten van Georgi Asparoechov, later gekozen als beste Bulgaarse speler van de twintigste eeuw, voor Stoitsjkov.
| Pos | Land      | Wed | Win | Gel | Ver | DV | DT | +/− | Pnt |
| --- | --------- | --- | --- | --- | --- | -- | -- | --- | --- |
| 1.  | Bulgarije | 4   | 3   | 0   | 1   | 9  | 6  | +3  | 6   |
| 2.  | België    | 4   | 3   | 0   | 1   | 11 | 3  | +8  | 6   |
| 3.  | Israël    | 4   | 0   | 0   | 4   | 1  | 12 | –11 | 0   |

|                                                 |                       |       |        |                                                                                 |
| 9 mei 1965 «onderlinge duels» 17:00 uur (UTC+1) | België                | 1 – 0 | Israël | Heizelstadion, Brussel Toeschouwers: 21.699 Scheidsrechter: Einer Poulsen (DEN) |
| 9 mei 1965 «onderlinge duels» 17:00 uur (UTC+1) | Jef Jurion 23' (pen.) |       |        | Heizelstadion, Brussel Toeschouwers: 21.699 Scheidsrechter: Einer Poulsen (DEN) |

|                                                   |                                                               |       |        |                                                                             |
| 13 juni 1965 «onderlinge duels» 18:00 uur (UTC+2) | Bulgarije                                                     | 4 – 0 | Israël | Slavia Stadion, Sofia Toeschouwers: 18.770 Scheidsrechter: Faruk Talu (TUR) |
| 13 juni 1965 «onderlinge duels» 18:00 uur (UTC+2) | Nikola Kotkov 15', 39' Georgi Asparukhov 68' Stoyan Kitov 86' |       |        | Slavia Stadion, Sofia Toeschouwers: 18.770 Scheidsrechter: Faruk Talu (TUR) |

|                                                        |                                              |       |        |                                                                                     |
| 26 september 1965 «onderlinge duels» 16:00 uur (UTC+2) | Bulgarije                                    | 3 – 0 | België | Slavia Stadion, Sofia Toeschouwers: 25.380 Scheidsrechter: Konstantin Zečević (YUG) |
| 26 september 1965 «onderlinge duels» 16:00 uur (UTC+2) | Nikola Kotkov 30', 60' Georgi Asparukhov 34' |       |        | Slavia Stadion, Sofia Toeschouwers: 25.380 Scheidsrechter: Konstantin Zečević (YUG) |

|                                                      |                                                                  |       |           |                                                                                      |
| 27 oktober 1965 «onderlinge duels» 19:30 uur (UTC+1) | België                                                           | 5 – 0 | Bulgarije | Stade Emile Versé, Anderlecht Toeschouwers: 13.780 Scheidsrechter: Marcel Bois (FRA) |
| 27 oktober 1965 «onderlinge duels» 19:30 uur (UTC+1) | Paul Van Himst 18', 55' Johny Thio 75', 80' Jacques Stockman 89' |       |           | Stade Emile Versé, Anderlecht Toeschouwers: 13.780 Scheidsrechter: Marcel Bois (FRA) |

|                                                       |        |                                                               |        |                                                                                          |
| 10 november 1965 «onderlinge duels» 14:00 uur (UTC+2) | Israël | 0 – 5                                                         | België | Ramat Ganstadion, Ramat Gan Toeschouwers: 48.355 Scheidsrechter: Antonio Sbardella (IRA) |
| 10 november 1965 «onderlinge duels» 14:00 uur (UTC+2) |        | 24', 33', 70' Paul Van Himst 29' Johny Thio 48' Wilfried Puis |        | Ramat Ganstadion, Ramat Gan Toeschouwers: 48.355 Scheidsrechter: Antonio Sbardella (IRA) |

|                                                       |                   |       |                                      |                                                                                         |
| 21 november 1965 «onderlinge duels» 14:00 uur (UTC+2) | Israël            | 1 – 2 | Bulgarije                            | Ramat Ganstadion, Ramat Gan Toeschouwers: 28.213 Scheidsrechter: Eduard Babauczek (AUT) |
| 21 november 1965 «onderlinge duels» 14:00 uur (UTC+2) | Rahamim Talbi 48' |       | 32' Ivan Kolev 81' Georgi Asparukhov | Ramat Ganstadion, Ramat Gan Toeschouwers: 28.213 Scheidsrechter: Eduard Babauczek (AUT) |

Omdat België en Bulgarije gelijk eindigden in de poule werd er een extra play-off gespeeld, op neutraal terrein.
play-off
|                                                       |                            |       |                            |                                                                                        |
| 29 december 1965 «onderlinge duels» 14:30 uur (UTC+1) | Bulgarije                  | 2 – 1 | België                     | Stadio Comunale, Florence Toeschouwers: 11.659 Scheidsrechter: Antonio Sbardella (ITA) |
| 29 december 1965 «onderlinge duels» 14:30 uur (UTC+1) | Georgi Asparukhov 20', 21' |       | 75' (e.d.) Boris Gaganelov | Stadio Comunale, Florence Toeschouwers: 11.659 Scheidsrechter: Antonio Sbardella (ITA) |

### Groep 2
West-Duitsland en Zweden, in 1958 een halve finale in de eindronde, moesten uitmaken wie naar deze eindronde mocht gaan. De Duitsers revanceerden zich voor die nederlaag door na een 1-1 in West-Berlijn met 1-2 te winnen in Stockholm. Het was het debuut van Franz Beckenbauer.
| Pos | Land           | Wed | Win | Gel | Ver | DV | DT | +/− | Pnt |
| --- | -------------- | --- | --- | --- | --- | -- | -- | --- | --- |
| 1.  | West-Duitsland | 4   | 3   | 1   | 0   | 14 | 2  | +12 | 7   |
| 2.  | Zweden         | 4   | 2   | 1   | 1   | 10 | 3  | +7  | 5   |
| 3.  | Cyprus         | 4   | 0   | 0   | 4   | 0  | 19 | –19 | 0   |

|                                                      |                       |       |                 |                                                                                          |
| 4 november 1964 «onderlinge duels» 14:30 uur (UTC+1) | West-Duitsland        | 1 – 1 | Zweden          | Olympiastadion, West-Berlijn Toeschouwers: 70.299 Scheidsrechter: Gottfried Dienst (SUI) |
| 4 november 1964 «onderlinge duels» 14:30 uur (UTC+1) | Rudi Brunnenmeier 24' |       | 86' Kurt Hamrin | Olympiastadion, West-Berlijn Toeschouwers: 70.299 Scheidsrechter: Gottfried Dienst (SUI) |

|                                                    |                                                                                 |       |        |                                                                                    |
| 24 april 1965 «onderlinge duels» 16:00 uur (UTC+1) | West-Duitsland                                                                  | 5 – 0 | Cyprus | Wildparkstadion, Karlsruhe Toeschouwers: 39.675 Scheidsrechter: Norman Mootz (LUX) |
| 24 april 1965 «onderlinge duels» 16:00 uur (UTC+1) | Klaus-Dieter Sieloff 16' (pen.), 35' Wolfgang Overath 22', 85' Heinz Strehl 69' |       |        | Wildparkstadion, Karlsruhe Toeschouwers: 39.675 Scheidsrechter: Norman Mootz (LUX) |

|                                                 |                                              |       |        |                                                                                    |
| 5 mei 1965 «onderlinge duels» 18:00 uur (UTC+1) | Zweden                                       | 3 – 0 | Cyprus | Nya Parken, Norrköping Toeschouwers: 15.976 Scheidsrechter: Magnús Pétursson (ISL) |
| 5 mei 1965 «onderlinge duels» 18:00 uur (UTC+1) | Agne Simonsson 24', 71' Torbjörn Jonsson 53' |       |        | Nya Parken, Norrköping Toeschouwers: 15.976 Scheidsrechter: Magnús Pétursson (ISL) |

|                                                        |                      |       |                                  |                                                                                  |
| 26 september 1965 «onderlinge duels» 13:30 uur (UTC+1) | Zweden               | 1 – 2 | West-Duitsland                   | Råsundastadion, Solna Toeschouwers: 52.943 Scheidsrechter: Kenneth Dagnall (ENG) |
| 26 september 1965 «onderlinge duels» 13:30 uur (UTC+1) | Torbjörn Jonsson 44' |       | 45' Werner Krämer 54' Uwe Seeler | Råsundastadion, Solna Toeschouwers: 52.943 Scheidsrechter: Kenneth Dagnall (ENG) |

|                                                      |        |                                                                 |        |                                                                               |
| 7 november 1965 «onderlinge duels» 14:30 uur (UTC+2) | Cyprus | 0 – 5                                                           | Zweden | GSE-Stadion, Famagusta Toeschouwers: 2.716 Scheidsrechter: István Zsolt (HUN) |
| 7 november 1965 «onderlinge duels» 14:30 uur (UTC+2) |        | 24', 25' Lars Granström 35' Ove Kindvall 42', 85' Bosse Larsson |        | GSE-Stadion, Famagusta Toeschouwers: 2.716 Scheidsrechter: István Zsolt (HUN) |

|                                                       |        | |                |                                                                                     |
| 14 november 1965 «onderlinge duels» 14:30 uur (UTC+2) | Cyprus | 0 – 6 | West-Duitsland | GSP-stadion, Nicosia Toeschouwers: 3.412 Scheidsrechter: Francesco Francescon (ITA) |
| 14 november 1965 «onderlinge duels» 14:30 uur (UTC+2) |        | 30' Fredy Heiß 32' Werner Krämer 57' Horst Szymaniak 82', 88' Rudi Brunnenmeier 87' (e.d.) Kostas Panayiotou |                | GSP-stadion, Nicosia Toeschouwers: 3.412 Scheidsrechter: Francesco Francescon (ITA) |

### Groep 3
Frankrijk moest het opnemen tegen hun angstgegner Joegoslavië. Ze verloren in 1950, 1954 en 1958 op het WK en in 1960 een halve finale op het EK. Nu waren de wedstrijden tegen Noorwegen doorslaggevend: Frankrijk haalde vier punten en Joegoslavië maar één. Vooral de 3-0 nederlaag in Oslo was opvallend, de Joegoslaven eindigden nu zelfs als derde in hun groep. Ze misten voor het eerst sinds 1938 een eindronde.
| Pos | Land        | Wed | Win | Gel | Ver | DV | DT | +/− | Pnt |
| --- | ----------- | --- | --- | --- | --- | -- | -- | --- | --- |
| 1.  | Frankrijk   | 6   | 5   | 0   | 1   | 9  | 2  | +7  | 10  |
| 2.  | Noorwegen   | 6   | 3   | 1   | 2   | 10 | 5  | +5  | 7   |
| 3.  | Joegoslavië | 6   | 3   | 1   | 2   | 10 | 8  | +2  | 7   |
| 4.  | Luxemburg   | 6   | 0   | 0   | 6   | 6  | 20 | –14 | 0   |

|                                                        |                                                           |       |                |                                                                                   |
| 20 september 1964 «onderlinge duels» 15:45 uur (UTC+1) | Joegoslavië                                               | 3 – 1 | Luxemburg      | JNA Stadion, Belgrado Toeschouwers: 22.166 Scheidsrechter: Petros Tzouvaras (GRE) |
| 20 september 1964 «onderlinge duels» 15:45 uur (UTC+1) | Vladica Kovačević 14' Dražan Jerković 24' Milan Galić 87' |       | 71' Ady Schmit | JNA Stadion, Belgrado Toeschouwers: 22.166 Scheidsrechter: Petros Tzouvaras (GRE) |

|                                                     |           |                                   |           |                                                                                    |
| 4 oktober 1964 «onderlinge duels» 15:30 uur (UTC+1) | Luxemburg | 0 – 2                             | Frankrijk | Stade Municipal, Luxemburg Toeschouwers: 17.536 Scheidsrechter: Vital Loraux (BEL) |
| 4 oktober 1964 «onderlinge duels» 15:30 uur (UTC+1) |           | 17' André Guy 80' Marcel Artelesa |           | Stade Municipal, Luxemburg Toeschouwers: 17.536 Scheidsrechter: Vital Loraux (BEL) |

|                                                      |           |                                   |           |                                                                                     |
| 8 november 1964 «onderlinge duels» 15:00 uur (UTC+1) | Luxemburg | 0 – 2                             | Noorwegen | Stade Municipal, Luxemburg Toeschouwers: 8.130 Scheidsrechter: Godfrey Powell (WAL) |
| 8 november 1964 «onderlinge duels» 15:00 uur (UTC+1) |           | 28' Erik Johansen 72' Harald Berg |           | Stade Municipal, Luxemburg Toeschouwers: 8.130 Scheidsrechter: Godfrey Powell (WAL) |

|                                                       |                   |       |           |                                                                                |
| 11 november 1964 «onderlinge duels» 15:00 uur (UTC+1) | Frankrijk         | 1 – 0 | Noorwegen | Parc des Princes, Parijs Toeschouwers: 33.517 Scheidsrechter: Jack Adair (NIR) |
| 11 november 1964 «onderlinge duels» 15:00 uur (UTC+1) | Ángel Rambert 17' |       |           | Parc des Princes, Parijs Toeschouwers: 33.517 Scheidsrechter: Jack Adair (NIR) |

|                                                    |                 |       |           |                                                                                             |
| 18 april 1965 «onderlinge duels» 16:00 uur (UTC+1) | Joegoslavië     | 1 – 0 | Frankrijk | Rode Sterstadion, Belgrado Toeschouwers: 23.906 Scheidsrechter: Dimitrios Wlachojanis (AUT) |
| 18 april 1965 «onderlinge duels» 16:00 uur (UTC+1) | Milan Galić 59' |       |           | Rode Sterstadion, Belgrado Toeschouwers: 23.906 Scheidsrechter: Dimitrios Wlachojanis (AUT) |

|                                                  |                                                                           |       |                                        |                                                                                          |
| 27 mei 1965 «onderlinge duels» 13:00 uur (UTC+2) | Noorwegen                                                                 | 4 – 2 | Luxemburg                              | Lerkendalstadion, Trondheim Toeschouwers: 22.319 Scheidsrechter: Martti Hirviniemi (FIN) |
| 27 mei 1965 «onderlinge duels» 13:00 uur (UTC+2) | Arne Pedersen 16' Erik Johansen 61' Kai Sjøberg 66' Per Kristoffersen 77' |       | 10' (pen.) Erny Brenner 26' Edy Dublin | Lerkendalstadion, Trondheim Toeschouwers: 22.319 Scheidsrechter: Martti Hirviniemi (FIN) |

|                                                   |                                                 |       |             |                                                                             |
| 16 juni 1965 «onderlinge duels» 19:00 uur (UTC+2) | Noorwegen                                       | 3 – 0 | Joegoslavië | Ullevaalstadion, Oslo Toeschouwers: 29.726 Scheidsrechter: Jack Lowry (WAL) |
| 16 juni 1965 «onderlinge duels» 19:00 uur (UTC+2) | Finn Seemann 9' Olav Nilsen 62' Harald Berg 87' |       |             | Ullevaalstadion, Oslo Toeschouwers: 29.726 Scheidsrechter: Jack Lowry (WAL) |

|                                                        |           |                   |           |                                                                                |
| 15 september 1965 «onderlinge duels» 17:45 uur (UTC+2) | Noorwegen | 0 – 1             | Frankrijk | Ullevaalstadion, Oslo Toeschouwers: 31.234 Scheidsrechter: Hugh Phillips (SCO) |
| 15 september 1965 «onderlinge duels» 17:45 uur (UTC+2) |           | 22' Nestor Combin |           | Ullevaalstadion, Oslo Toeschouwers: 31.234 Scheidsrechter: Hugh Phillips (SCO) |

|                                                        |                      |       |                                                                   |                                                                                    |
| 19 september 1965 «onderlinge duels» 15:30 uur (UTC+1) | Luxemburg            | 2 – 5 | Joegoslavië                                                       | Stade Municipal, Luxemburg Toeschouwers: 10.780 Scheidsrechter: Zdeněk Valeš (TCH) |
| 19 september 1965 «onderlinge duels» 15:30 uur (UTC+1) | Louis Pilot 39', 50' |       | 3', 11' Milan Galić 37', 58' Dragan Džajić 42' Džemaludin Mušović | Stade Municipal, Luxemburg Toeschouwers: 10.780 Scheidsrechter: Zdeněk Valeš (TCH) |

|                                                     |                     |       |             |                                                                                  |
| 9 oktober 1965 «onderlinge duels» 15:00 uur (UTC+1) | Frankrijk           | 1 – 0 | Joegoslavië | Parc des Princes, Parijs Toeschouwers: 35.546 Scheidsrechter: Frede Hansen (DEN) |
| 9 oktober 1965 «onderlinge duels» 15:00 uur (UTC+1) | Philippe Gondet 77' |       |             | Parc des Princes, Parijs Toeschouwers: 35.546 Scheidsrechter: Frede Hansen (DEN) |

|                                                      |                                                |       |                 |                                                                                               |
| 6 november 1965 «onderlinge duels» 15:00 uur (UTC+1) | Frankrijk                                      | 4 – 1 | Luxemburg       | Stade Vélodrome, Marseille Toeschouwers: 30.080 Scheidsrechter: Daniel Zariquiegui Izco (ESP) |
| 6 november 1965 «onderlinge duels» 15:00 uur (UTC+1) | Philippe Gondet 8', 27' Nestor Combin 11', 38' |       | 53' Louis Pilot | Stade Vélodrome, Marseille Toeschouwers: 30.080 Scheidsrechter: Daniel Zariquiegui Izco (ESP) |

|                                                      |                     |       |                 |                                                                                    |
| 7 november 1965 «onderlinge duels» 14:15 uur (UTC+1) | Joegoslavië         | 1 – 1 | Noorwegen       | JNA Stadion, Belgrado Toeschouwers: 17.538 Scheidsrechter: Menahem Ashkenazi (ISR) |
| 7 november 1965 «onderlinge duels» 14:15 uur (UTC+1) | Velibor Vasović 39' |       | 13' Ole Stavrum | JNA Stadion, Belgrado Toeschouwers: 17.538 Scheidsrechter: Menahem Ashkenazi (ISR) |

### Groep 4
Tsjecho-Slowakije was halvefinalist op het laatste WK, maar had de pech om het Portugal van Eusébio te loten. Eigenlijk was de strijd al na de eerste wedstrijd beslist door een overwinning van Portugal in Bratislava. Een gelijkspel in Lissabon was genoeg voor kwalificatie van de debutant.
| Pos | Land              | Wed | Win | Gel | Ver | DV | DT | +/− | Pnt |
| --- | ----------------- | --- | --- | --- | --- | -- | -- | --- | --- |
| 1.  | Portugal          | 6   | 4   | 1   | 1   | 9  | 4  | +5  | 9   |
| 2.  | Tsjecho-Slowakije | 6   | 3   | 1   | 2   | 12 | 4  | +8  | 7   |
| 3.  | Roemenië          | 6   | 3   | 0   | 3   | 9  | 7  | +2  | 6   |
| 4.  | Turkije           | 6   | 1   | 0   | 5   | 4  | 19 | –15 | 2   |

|                                                    |                                                        |       |                  |                                                                                      |
| 24 januari 1965 «onderlinge duels» 15:30 uur (UTC) | Portugal                                               | 5 – 1 | Turkije          | Estádio Nacional, Oeiras Toeschouwers: 33.237 Scheidsrechter: Juan Gardeazábal (ESP) |
| 24 januari 1965 «onderlinge duels» 15:30 uur (UTC) | Mário Coluna 16' Eusébio 21', 63', 77' Jaime Graça 52' |       | 33' Fevzi Zemzem | Estádio Nacional, Oeiras Toeschouwers: 33.237 Scheidsrechter: Juan Gardeazábal (ESP) |

|                                                    |         |             |          |                                                                                         |
| 19 april 1965 «onderlinge duels» 15:00 uur (UTC+2) | Turkije | 0 – 1       | Portugal | Ankara 19 Mayısstadion, Ankara Toeschouwers: 27.625 Scheidsrechter: Rachid Dachan (SYR) |
| 19 april 1965 «onderlinge duels» 15:00 uur (UTC+2) |         | 59' Eusébio |          | Ankara 19 Mayısstadion, Ankara Toeschouwers: 27.625 Scheidsrechter: Rachid Dachan (SYR) |

|                                                    |                   |             |          |                                                                                    |
| 25 april 1965 «onderlinge duels» 16:00 uur (UTC+1) | Tsjecho-Slowakije | 0 – 1       | Portugal | Tehelné pole, Bratislava Toeschouwers: 56.975 Scheidsrechter: Atanas Stavrev (BUL) |
| 25 april 1965 «onderlinge duels» 16:00 uur (UTC+1) |                   | 20' Eusébio |          | Tehelné pole, Bratislava Toeschouwers: 56.975 Scheidsrechter: Atanas Stavrev (BUL) |

|                                                 |                                                                       |       |         |                                                                                         |
| 2 mei 1965 «onderlinge duels» 16:30 uur (UTC+2) | Roemenië                                                              | 3 – 0 | Turkije | Stadionul 23 August, Boekarest Toeschouwers: 31.129 Scheidsrechter: Paul Schiller (AUT) |
| 2 mei 1965 «onderlinge duels» 16:30 uur (UTC+2) | Nicolae Georgescu 1' Viorel Mateianu 72' (pen.) Carol Creiniceanu 75' |       |         | Stadionul 23 August, Boekarest Toeschouwers: 31.129 Scheidsrechter: Paul Schiller (AUT) |

|                                                  |                     |       |                   |                                                                                        |
| 30 mei 1965 «onderlinge duels» 17:00 uur (UTC+2) | Roemenië            | 1 – 0 | Tsjecho-Slowakije | Stadionul 23 August, Boekarest Toeschouwers: 44.615 Scheidsrechter: Fritz Köpcke (DDR) |
| 30 mei 1965 «onderlinge duels» 17:00 uur (UTC+2) | Viorel Mateianu 34' |       |                   | Stadionul 23 August, Boekarest Toeschouwers: 44.615 Scheidsrechter: Fritz Köpcke (DDR) |

|                                                   |                  |       |                 |                                                                                       |
| 13 juni 1965 «onderlinge duels» 17:30 uur (UTC+1) | Portugal         | 2 – 1 | Roemenië        | Estádio Nacional, Oeiras Toeschouwers: 45.646 Scheidsrechter: Michel Kitabdjian (FRA) |
| 13 juni 1965 «onderlinge duels» 17:30 uur (UTC+1) | Eusébio 14', 39' |       | 73' Sorin Avram | Estádio Nacional, Oeiras Toeschouwers: 45.646 Scheidsrechter: Michel Kitabdjian (FRA) |

|                                                      |                                                                 |       |             | |
| 19 september 1965 «onderlinge duels» 16:00 uur (UTC) | Tsjecho-Slowakije                                               | 3 – 1 | Roemenië    | Stadion Československé Armády, Praag Toeschouwers: 7.324 Scheidsrechter: Włodzimierz Storoniak (POL) |
| 19 september 1965 «onderlinge duels» 16:00 uur (UTC) | Bujor Hălmăgeanu 3' (e.d.) František Knebort 66' Karol Jokl 89' |       | 23' Dan Coe | Stadion Československé Armády, Praag Toeschouwers: 7.324 Scheidsrechter: Włodzimierz Storoniak (POL) |

|                                                     |         |                                                                                   |                   |                                                                                      |
| 9 oktober 1965 «onderlinge duels» 15:30 uur (UTC+2) | Turkije | 0 – 6                                                                             | Tsjecho-Slowakije | Ali Sami Yenstadion, Istanbul Toeschouwers: 12.727 Scheidsrechter: Raoul Righi (ITA) |
| 9 oktober 1965 «onderlinge duels» 15:30 uur (UTC+2) |         | 20', 70' Karol Jokl 40', 54' František Knebort 45' Andrej Kvašňák 61' Dušan Kabát |                   | Ali Sami Yenstadion, Istanbul Toeschouwers: 12.727 Scheidsrechter: Raoul Righi (ITA) |

|                                                      |                                  |       |                       |                                                                                        |
| 23 oktober 1965 «onderlinge duels» 14:30 uur (UTC+2) | Turkije                          | 2 – 1 | Roemenië              | Ankara 19 Mayısstadion, Ankara Toeschouwers: 27.365 Scheidsrechter: Ramiz Pregja (ALB) |
| 23 oktober 1965 «onderlinge duels» 14:30 uur (UTC+2) | Fevzi Zemzem 13' Nedim Doğan 48' |       | 55' Nicolae Georgescu | Ankara 19 Mayısstadion, Ankara Toeschouwers: 27.365 Scheidsrechter: Ramiz Pregja (ALB) |

|                                                    |          |       |                   |                                                                              |
| 31 oktober 1965 «onderlinge duels» 15:00 uur (UTC) | Portugal | 0 – 0 | Tsjecho-Slowakije | Estádio das Antas, Porto Toeschouwers: 31.432 Scheidsrechter: Leo Horn (NED) |
| 31 oktober 1965 «onderlinge duels» 15:00 uur (UTC) |          |       |                   | Estádio das Antas, Porto Toeschouwers: 31.432 Scheidsrechter: Leo Horn (NED) |

|                                                       |                                         |       |                       |                                                                                    |
| 21 november 1965 «onderlinge duels» 14:00 uur (UTC+1) | Tsjecho-Slowakije                       | 3 – 1 | Turkije               | Za Lužánkamistadion, Brno Toeschouwers: 3.133 Scheidsrechter: Lajos Aranyosi (HUN) |
| 21 november 1965 «onderlinge duels» 14:00 uur (UTC+1) | Ivan Mráz 3', 15' Alexander Horváth 69' |       | 8' Ayhan Elmastaşoğlu | Za Lužánkamistadion, Brno Toeschouwers: 3.133 Scheidsrechter: Lajos Aranyosi (HUN) |

|                                                       |                 |       |                     |                                                                                            |
| 21 november 1965 «onderlinge duels» 14:00 uur (UTC+2) | Roemenië        | 2 – 0 | Portugal            | Stadionul 23 August, Boekarest Toeschouwers: 27.532 Scheidsrechter: Gottfried Dienst (SUI) |
| 21 november 1965 «onderlinge duels» 14:00 uur (UTC+2) | Ion Pîrcălab 1' |       | 43' Alexandru Badea | Stadionul 23 August, Boekarest Toeschouwers: 27.532 Scheidsrechter: Gottfried Dienst (SUI) |

### Groep 5
Het Nederlandse voetbal beleefde moeilijke tijden. Tijdens kwalificatie voor het Europees Kampioenschap van 1964 verloor het nota bene van Luxemburg en tijdens deze cyclus won het alleen van Albanië. Al was er nog hoop, in 1964 debuteerde ene Johan Cruijff bij Ajax. De strijd ging tussen Zwitserland en het Noord-Ierland van George Best. De Ieren speelden in de laatste wedstrijd gelijk in Albanië, waardoor Zwitserland de tickets kon bestellen. Zij hoopten op een beter WK dan in Chili 1962, waar ze alle wedstrijden verloren.
| Pos | Land          | Wed | Win | Gel | Ver | DV | DT | +/− | Pnt |
| --- | ------------- | --- | --- | --- | --- | -- | -- | --- | --- |
| 1.  | Zwitserland   | 6   | 4   | 1   | 1   | 7  | 3  | +4  | 9   |
| 2.  | Noord-Ierland | 6   | 3   | 2   | 1   | 9  | 5  | +4  | 8   |
| 3.  | Nederland     | 6   | 2   | 2   | 2   | 6  | 4  | +2  | 6   |
| 4.  | Albanië       | 6   | 0   | 1   | 5   | 2  | 12 | –10 | 1   |

|                                                  |                                              |       |         |                                                                            |
| 24 mei 1964 «onderlinge duels» 14:30 uur (UTC+1) | Nederland                                    | 2 – 0 | Albanië | De Kuip, Rotterdam Toeschouwers: 28.745 Scheidsrechter: John Meighan (IRL) |
| 24 mei 1964 «onderlinge duels» 14:30 uur (UTC+1) | Daan Schrijvers 48' (pen.) Bennie Muller 52' |       |         | De Kuip, Rotterdam Toeschouwers: 28.745 Scheidsrechter: John Meighan (IRL) |

|                                                      |                    |       |             |                                                                                 |
| 14 oktober 1964 «onderlinge duels» 19:45 uur (UTC+1) | Noord-Ierland      | 1 – 0 | Zwitserland | Windsor Park, Belfast Toeschouwers: 28.598 Scheidsrechter: Hubert Burguet (BEL) |
| 14 oktober 1964 «onderlinge duels» 19:45 uur (UTC+1) | Johnny Crossan 46' |       |             | Windsor Park, Belfast Toeschouwers: 28.598 Scheidsrechter: Hubert Burguet (BEL) |

|                                                      |         |                                      |           |                                                                                                |
| 25 oktober 1964 «onderlinge duels» 15:00 uur (UTC+1) | Albanië | 0 – 2                                | Nederland | Stadiumi Kombëtar Qemal Stafa, Tirana Toeschouwers: 27.579 Scheidsrechter: Petar Dzhonev (BUL) |
| 25 oktober 1964 «onderlinge duels» 15:00 uur (UTC+1) |         | 2' Hennie van Nee 87' Frans Geurtsen |           | Stadiumi Kombëtar Qemal Stafa, Tirana Toeschouwers: 27.579 Scheidsrechter: Petar Dzhonev (BUL) |

|                                                       |                                |       |                 |                                                                                                   |
| 14 november 1964 «onderlinge duels» 14:45 uur (UTC+1) | Zwitserland                    | 2 – 1 | Noord-Ierland   | Stade Olympique de la Pontaise, Lausanne Toeschouwers: 22.162 Scheidsrechter: Paul Schiller (AUT) |
| 14 november 1964 «onderlinge duels» 14:45 uur (UTC+1) | René Quentin 28' Köbi Kuhn 34' |       | 31' George Best | Stade Olympique de la Pontaise, Lausanne Toeschouwers: 22.162 Scheidsrechter: Paul Schiller (AUT) |

|                                                  |                                    |       |                   |                                                                                |
| 17 maart 1965 «onderlinge duels» 19:45 uur (UTC) | Noord-Ierland                      | 2 – 1 | Nederland         | Windsor Park, Belfast Toeschouwers: 25.300 Scheidsrechter: Tage Sørensen (DEN) |
| 17 maart 1965 «onderlinge duels» 19:45 uur (UTC) | Johnny Crossan 11' Terry Neill 62' |       | 6' Hennie van Nee | Windsor Park, Belfast Toeschouwers: 25.300 Scheidsrechter: Tage Sørensen (DEN) |

|                                                   |           |       |               |                                                                             |
| 7 april 1965 «onderlinge duels» 20:15 uur (UTC+1) | Nederland | 0 – 0 | Noord-Ierland | De Kuip, Rotterdam Toeschouwers: 61.954 Scheidsrechter: Bill Clements (ENG) |
| 7 april 1965 «onderlinge duels» 20:15 uur (UTC+1) |           |       |               | De Kuip, Rotterdam Toeschouwers: 61.954 Scheidsrechter: Bill Clements (ENG) |

|                                                    |         |                                        |             |                                                                                         |
| 11 april 1965 «onderlinge duels» 15:00 uur (UTC+1) | Albanië | 0 – 2                                  | Zwitserland | Qemal Stafastadion, Tirana Toeschouwers: 27.291 Scheidsrechter: Antonio Sbardella (ITA) |
| 11 april 1965 «onderlinge duels» 15:00 uur (UTC+1) |         | 33' René Quentin 90' (pen.) Jakob Kuhn |             | Qemal Stafastadion, Tirana Toeschouwers: 27.291 Scheidsrechter: Antonio Sbardella (ITA) |

|                                                 |                       |       |         |                                                                                              |
| 2 mei 1965 «onderlinge duels» 15:00 uur (UTC+1) | Zwitserland           | 1 – 0 | Albanië | Stade des Charmilles, Genève Toeschouwers: 24.108 Scheidsrechter: Adolfo Bueno Perales (ESP) |
| 2 mei 1965 «onderlinge duels» 15:00 uur (UTC+1) | Jakob Kuhn 10' (pen.) |       |         | Stade des Charmilles, Genève Toeschouwers: 24.108 Scheidsrechter: Adolfo Bueno Perales (ESP) |

|                                                 |                                                     |       |                    |                                                                               |
| 7 mei 1965 «onderlinge duels» 19:30 uur (UTC+1) | Noord-Ierland                                       | 4 – 1 | Albanië            | Windsor Park, Belfast Toeschouwers: 16.017 Scheidsrechter: Norman Mootz (LUX) |
| 7 mei 1965 «onderlinge duels» 19:30 uur (UTC+1) | Johnny Crossan 17', 30', 73' (pen.) George Best 85' |       | 49' Robert Jashari | Windsor Park, Belfast Toeschouwers: 16.017 Scheidsrechter: Norman Mootz (LUX) |

|                                                      |           |       |             |                                                                                       |
| 17 oktober 1965 «onderlinge duels» 14:30 uur (UTC+1) | Nederland | 0 – 0 | Zwitserland | Olympisch Stadion, Amsterdam Toeschouwers: 57.759 Scheidsrechter: Einar Boström (SWE) |
| 17 oktober 1965 «onderlinge duels» 14:30 uur (UTC+1) |           |       |             | Olympisch Stadion, Amsterdam Toeschouwers: 57.759 Scheidsrechter: Einar Boström (SWE) |

|                                                       |                                    |       |                   |                                                                            |
| 14 november 1965 «onderlinge duels» 14:30 uur (UTC+1) | Zwitserland                        | 2 – 1 | Nederland         | Wankdorf, Bern Toeschouwers: 44.009 Scheidsrechter: Kurt Tschenscher (FRG) |
| 14 november 1965 «onderlinge duels» 14:30 uur (UTC+1) | Robert Hosp 10' Anton Allemann 87' |       | 53' Theo Laseroms | Wankdorf, Bern Toeschouwers: 44.009 Scheidsrechter: Kurt Tschenscher (FRG) |

|                                     |                 |       |                   |                                                                                   |
| 24 november 1965 «onderlinge duels» | Albanië         | 1 – 1 | Noord-Ierland     | Qemal Stafastadion, Tirana Toeschouwers: 16.381 Scheidsrechter: Petre Sotir (ROU) |
| 24 november 1965 «onderlinge duels» | Medin Zhega 77' |       | 58' Willie Irvine | Qemal Stafastadion, Tirana Toeschouwers: 16.381 Scheidsrechter: Petre Sotir (ROU) |

### Groep 6
Hongarije had totaal geen problemen met Oost-Duitsland en Oostenrijk en werd gezien als een outsider voor de titel met spelers als Ferenc Bene en Flórián Albert. Hongarije had nog steeds een goede generatie gezien het winnen van Ferencváros van de Jaarbeursstedenbeker in 1965.
| Pos | Land       | Wed | Win | Gel | Ver | DV | DT | +/− | Pnt |
| --- | ---------- | --- | --- | --- | --- | -- | -- | --- | --- |
| 1.  | Hongarije  | 4   | 3   | 1   | 0   | 8  | 3  | +5  | 7   |
| 2.  | DDR        | 4   | 1   | 2   | 1   | 5  | 5  | 0   | 4   |
| 3.  | Oostenrijk | 4   | 0   | 1   | 3   | 1  | 6  | –5  | 1   |

|                                                    |               |       |                    |                                                                                    |
| 25 april 1965 «onderlinge duels» 16:00 uur (UTC+1) | Oostenrijk    | 1 – 1 | DDR                | Praterstadion, Wenen Toeschouwers: 57.312 Scheidsrechter: Nicolae Mihăilescu (ROU) |
| 25 april 1965 «onderlinge duels» 16:00 uur (UTC+1) | Erich Hof 46' |       | 74' Jürgen Nöldner | Praterstadion, Wenen Toeschouwers: 57.312 Scheidsrechter: Nicolae Mihăilescu (ROU) |

|                                                  |                    |       |                 |                                                                                   |
| 23 mei 1965 «onderlinge duels» 16:00 uur (UTC+1) | DDR                | 1 – 1 | Hongarije       | Zentralstadion, Leipzig Toeschouwers: 98.765 Scheidsrechter: Erik Johansson (SWE) |
| 23 mei 1965 «onderlinge duels» 16:00 uur (UTC+1) | Eberhard Vogel 17' |       | 28' Ferenc Bene | Zentralstadion, Leipzig Toeschouwers: 98.765 Scheidsrechter: Erik Johansson (SWE) |

|                                                   |            |                   |           |                                                                                 |
| 13 juni 1965 «onderlinge duels» 17:00 uur (UTC+1) | Oostenrijk | 0 – 1             | Hongarije | Praterstadion, Wenen Toeschouwers: 70.067 Scheidsrechter: Pierre Schwinte (FRA) |
| 13 juni 1965 «onderlinge duels» 17:00 uur (UTC+1) |            | 44' Máté Fenyvesi |           | Praterstadion, Wenen Toeschouwers: 70.067 Scheidsrechter: Pierre Schwinte (FRA) |

|                                                       |                                                             |       |            |                                                                                    |
| 5 september 1965 «onderlinge duels» 16:00 uur (UTC+1) | Hongarije                                                   | 3 – 0 | Oostenrijk | Népstadion, Boedapest Toeschouwers: 71.950 Scheidsrechter: Antoni Gorączniak (POL) |
| 5 september 1965 «onderlinge duels» 16:00 uur (UTC+1) | János Farkas 4' Máté Fenyvesi 35' Kálmán Mészöly 70' (pen.) |       |            | Népstadion, Boedapest Toeschouwers: 71.950 Scheidsrechter: Antoni Gorączniak (POL) |

|                                                     |                                                   |       |                      |                                                                                     |
| 9 oktober 1965 «onderlinge duels» 15:00 uur (UTC+1) | Hongarije                                         | 3 – 2 | DDR                  | Népstadion, Boedapest Toeschouwers: 73.153 Scheidsrechter: Kestutis Andziulis (URS) |
| 9 oktober 1965 «onderlinge duels» 15:00 uur (UTC+1) | Gyula Rákosi 41' Dezső Novák 53' János Farkas 80' |       | 31', 71' Peter Ducke | Népstadion, Boedapest Toeschouwers: 73.153 Scheidsrechter: Kestutis Andziulis (URS) |

|                                                      |                   |       |            |                                                                                 |
| 31 oktober 1965 «onderlinge duels» 14:00 uur (UTC+1) | DDR               | 1 – 0 | Oostenrijk | Zentralstadion, Leipzig Toeschouwers: 86.584 Scheidsrechter: Sam Carswell (NIR) |
| 31 oktober 1965 «onderlinge duels» 14:00 uur (UTC+1) | Jürgen Nöldner 1' |       |            | Zentralstadion, Leipzig Toeschouwers: 86.584 Scheidsrechter: Sam Carswell (NIR) |

### Groep 7
De Sovjet-Unie was het meest constante team van Europa van de laatste jaren en dat bewezen ze deze cyclus. Alleen de laatste wedstrijd tegen Wales ging verloren, maar toen was alles al beslist. Grote man van de Russen was nog steeds de doelman Lev Jasjin.
| Pos | Land        | Wed | Win | Gel | Ver | DV | DT | +/− | Pnt |
| --- | ----------- | --- | --- | --- | --- | -- | -- | --- | --- |
| 1.  | Sovjet-Unie | 6   | 5   | 0   | 1   | 19 | 6  | +13 | 10  |
| 2.  | Wales       | 6   | 3   | 0   | 3   | 11 | 9  | +2  | 6   |
| 3.  | Griekenland | 6   | 2   | 1   | 3   | 10 | 14 | –4  | 5   |
| 4.  | Denemarken  | 6   | 1   | 1   | 4   | 7  | 18 | –11 | 3   |

|                                                      |                |       |       |                                                                                           |
| 21 oktober 1964 «onderlinge duels» 19:00 uur (UTC+1) | Denemarken     | 1 – 0 | Wales | Københavns Idrætspark, Kopenhagen Toeschouwers: 22.473 Scheidsrechter: Othmar Huber (SUI) |
| 21 oktober 1964 «onderlinge duels» 19:00 uur (UTC+1) | Ole Madsen 47' |       |       | Københavns Idrætspark, Kopenhagen Toeschouwers: 22.473 Scheidsrechter: Othmar Huber (SUI) |

|                                                       |                                                     |       |                                |                                                                                            |
| 29 november 1964 «onderlinge duels» 15:00 uur (UTC+2) | Griekenland                                         | 4 – 2 | Denemarken                     | Leoforos Alexandrasstadion, Athene Toeschouwers: 20.506 Scheidsrechter: István Zsolt (HUN) |
| 29 november 1964 «onderlinge duels» 15:00 uur (UTC+2) | Giorgos Sideris 23', 46' Mimis Papaioannou 74', 85' |       | 60' Mogens Berg 72' Ole Madsen | Leoforos Alexandrasstadion, Athene Toeschouwers: 20.506 Scheidsrechter: István Zsolt (HUN) |

|                                                      |                                                |       |       |                                                                                              |
| 9 december 1964 «onderlinge duels» 15:00 uur (UTC+2) | Griekenland                                    | 2 – 0 | Wales | Apostolos Nikolaidisstadion, Athene Toeschouwers: 20.663 Scheidsrechter: Wacław Majdan (POL) |
| 9 december 1964 «onderlinge duels» 15:00 uur (UTC+2) | Mimis Papaioannou 4' Andreas Papaemmanouil 47' |       |       | Apostolos Nikolaidisstadion, Athene Toeschouwers: 20.663 Scheidsrechter: Wacław Majdan (POL) |

|                                                  |                                                         |       |                      |                                                                             |
| 17 maart 1965 «onderlinge duels» 19:15 uur (UTC) | Wales                                                   | 4 – 1 | Griekenland          | Ninian Park, Cardiff Toeschouwers: 11.159 Scheidsrechter: Piet Roomer (NED) |
| 17 maart 1965 «onderlinge duels» 19:15 uur (UTC) | Ivor Allchurch 26', 74' Mike England 51' Roy Vernon 65' |       | 3' Mimis Papaioannou | Ninian Park, Cardiff Toeschouwers: 11.159 Scheidsrechter: Piet Roomer (NED) |

|                                                  |                                            |       |                       |                                                                                      |
| 23 mei 1965 «onderlinge duels» 19:00 uur (UTC+3) | Sovjet-Unie                                | 3 – 1 | Griekenland           | Centraal Leninstadion, Moskou Toeschouwers: 79.641 Scheidsrechter: Erik Beijar (FIN) |
| 23 mei 1965 «onderlinge duels» 19:00 uur (UTC+3) | Boris Kazakov 14' Valentin Ivanov 71', 83' |       | 60' Mimis Papaioannou | Centraal Leninstadion, Moskou Toeschouwers: 79.641 Scheidsrechter: Erik Beijar (FIN) |

|                                                  |                                                |       |                |                                                                                       |
| 30 mei 1965 «onderlinge duels» 19:00 uur (UTC+3) | Sovjet-Unie                                    | 2 – 1 | Wales          | Centraal Leninstadion, Moskou Toeschouwers: 86.015 Scheidsrechter: Helmut Fritz (GER) |
| 30 mei 1965 «onderlinge duels» 19:00 uur (UTC+3) | Valentin Ivanov 39' Graham Williams 48' (e.d.) |       | 69' Wyn Davies | Centraal Leninstadion, Moskou Toeschouwers: 86.015 Scheidsrechter: Helmut Fritz (GER) |

|                                                   | |       |            |                                                                                             |
| 27 juni 1965 «onderlinge duels» 19:00 uur (UTC+3) | Sovjet-Unie                                                                                                 | 6 – 0 | Denemarken | Centraal Leninstadion, Moskou Toeschouwers: 84.134 Scheidsrechter: Konstantin Zečević (YUG) |
| 27 juni 1965 «onderlinge duels» 19:00 uur (UTC+3) | Galimzjan Choesainov 9' Slava Metreveli 47' Valeri Voronin 64' Vladimir Barkaya 69', 77' Mikhail Meskhi 72' |       |            | Centraal Leninstadion, Moskou Toeschouwers: 84.134 Scheidsrechter: Konstantin Zečević (YUG) |

|                                                     |                       |       |                                                             |                                                                                                 |
| 3 oktober 1965 «onderlinge duels» 16:00 uur (UTC+2) | Griekenland           | 1 – 4 | Sovjet-Unie                                                 | Georgios Karaiskákisstadion, Piraeus Toeschouwers: 39.880 Scheidsrechter: Aharon Shoshani (ISR) |
| 3 oktober 1965 «onderlinge duels» 16:00 uur (UTC+2) | Mimis Papaioannou 27' |       | 14' (pen.) Slava Metreveli 25', 59', 82' Anatoli Banişevski | Georgios Karaiskákisstadion, Piraeus Toeschouwers: 39.880 Scheidsrechter: Aharon Shoshani (ISR) |

|                                                      |                    |       |                                                           |                                                                                             |
| 17 oktober 1965 «onderlinge duels» 13:30 uur (UTC+1) | Denemarken         | 1 – 3 | Sovjet-Unie                                               | Københavns Idrætspark, Kopenhagen Toeschouwers: 32.941 Scheidsrechter: Archie Webster (SCO) |
| 17 oktober 1965 «onderlinge duels» 13:30 uur (UTC+1) | Tommy Troelsen 79' |       | 46' Slava Metreveli 62' Edoeard Malafejew 69' Jozjef Sabo | Københavns Idrætspark, Kopenhagen Toeschouwers: 32.941 Scheidsrechter: Archie Webster (SCO) |

|                                                      |                 |       |                     |                                                                                            |
| 27 oktober 1965 «onderlinge duels» 19:00 uur (UTC+1) | Denemarken      | 1 – 1 | Griekenland         | Københavns Idrætspark, Kopenhagen Toeschouwers: 28.018 Scheidsrechter: Owen McCarthy (IRL) |
| 27 oktober 1965 «onderlinge duels» 19:00 uur (UTC+1) | Ole Fritsen 12' |       | 45' Giorgos Sideris | Københavns Idrætspark, Kopenhagen Toeschouwers: 28.018 Scheidsrechter: Owen McCarthy (IRL) |

|                                                    |                                   |       |                           |                                                                               |
| 27 oktober 1965 «onderlinge duels» 19:15 uur (UTC) | Wales                             | 2 – 1 | Sovjet-Unie               | Ninian Park, Cardiff Toeschouwers: 24.262 Scheidsrechter: Birger Nilsen (NOR) |
| 27 oktober 1965 «onderlinge duels» 19:15 uur (UTC) | Roy Vernon 20' Ivor Allchurch 77' |       | 17' Anatoliy Banishevskiy | Ninian Park, Cardiff Toeschouwers: 24.262 Scheidsrechter: Birger Nilsen (NOR) |

|                                                    |                                                |       |                                |                                                                                        |
| 1 december 1965 «onderlinge duels» 19:15 uur (UTC) | Wales                                          | 4 – 2 | Denemarken                     | Racecourse Ground, Wrexham Toeschouwers: 4.839 Scheidsrechter: Michel Kitabdjian (FRA) |
| 1 december 1965 «onderlinge duels» 19:15 uur (UTC) | Wyn Davies 2' Roy Vernon 11', 79' Ron Rees 18' |       | 4' Kaj Poulsen 48' Ole Fritsen | Racecourse Ground, Wrexham Toeschouwers: 4.839 Scheidsrechter: Michel Kitabdjian (FRA) |

### Groep 8
De tweevoudig wereldkampioen Italië had serieuze tegenstand van Schotland en Polen. De Polen verspeelden hun kansen door te verliezen van Finland, de Schotten werden uiteindelijk in Napels verslagen met 3-0. Italie hoopte het nu eindelijk weer goed te doen op een WK, want sinds de titel van 1938 overleefden de Italianen nooit de tweede ronde.
| Pos | Land      | Wed | Win | Gel | Ver | DV | DT | +/− | Pnt |
| --- | --------- | --- | --- | --- | --- | -- | -- | --- | --- |
| 1.  | Italië    | 6   | 4   | 1   | 1   | 17 | 3  | +14 | 9   |
| 2.  | Schotland | 6   | 3   | 1   | 2   | 8  | 8  | 0   | 7   |
| 3.  | Polen     | 6   | 2   | 2   | 2   | 11 | 10 | +1  | 6   |
| 4.  | Finland   | 6   | 1   | 0   | 5   | 5  | 20 | –15 | 2   |

|                                                      |                                                  |       |                     |                                                                                |
| 21 oktober 1964 «onderlinge duels» 19:30 uur (UTC+1) | Schotland                                        | 3 – 1 | Finland             | Hampden Park, Glasgow Toeschouwers: 54.442 Scheidsrechter: Joseph Hannet (BEL) |
| 21 oktober 1964 «onderlinge duels» 19:30 uur (UTC+1) | Denis Law 2' Stevie Chalmers 38' Dave Gibson 42' |       | 70' Juhani Peltonen | Hampden Park, Glasgow Toeschouwers: 54.442 Scheidsrechter: Joseph Hannet (BEL) |

|                                                      | |       |                     |                                                                                        |
| 4 november 1964 «onderlinge duels» 14:45 uur (UTC+1) | Italië | 6 – 1 | Finland             | Stadio Luigi Ferraris, Genua Toeschouwers: 27.778 Scheidsrechter: Manuel Lousada (POR) |
| 4 november 1964 «onderlinge duels» 14:45 uur (UTC+1) | Giacinto Facchetti 1' Stig Holmqvist 8' (e.d.) Gianni Rivera 16' Giacomo Bulgarelli 49' Alessandro Mazzola 54', 83' |       | 88' Juhani Peltonen | Stadio Luigi Ferraris, Genua Toeschouwers: 27.778 Scheidsrechter: Manuel Lousada (POR) |

|                                                    |       |       |        |                                                                                          |
| 18 april 1965 «onderlinge duels» 12:00 uur (UTC+1) | Polen | 0 – 0 | Italië | Stadion Dziesięciolecia, Warschau Toeschouwers: 31.045 Scheidsrechter: Piet Roomer (NED) |
| 18 april 1965 «onderlinge duels» 12:00 uur (UTC+1) |       |       |        | Stadion Dziesięciolecia, Warschau Toeschouwers: 31.045 Scheidsrechter: Piet Roomer (NED) |

|                                                  |                   |       |               |                                                                                 |
| 23 mei 1965 «onderlinge duels» 18:00 uur (UTC+1) | Polen             | 1 – 1 | Schotland     | Śląskistadion, Chorzów Toeschouwers: 67.462 Scheidsrechter: Sergey Alimov (URS) |
| 23 mei 1965 «onderlinge duels» 18:00 uur (UTC+1) | Roman Lentner 52' |       | 76' Denis Law | Śląskistadion, Chorzów Toeschouwers: 67.462 Scheidsrechter: Sergey Alimov (URS) |

|                                                  |                     |       |                                 |                                                                                     |
| 27 mei 1965 «onderlinge duels» 17:00 uur (UTC+2) | Finland             | 1 – 2 | Schotland                       | Olympisch Stadion, Helsinki Toeschouwers: 20.162 Scheidsrechter: Erwin Vetter (DDR) |
| 27 mei 1965 «onderlinge duels» 17:00 uur (UTC+2) | Martti Hyvärinen 5' |       | 37' Davie Wilson 50' John Greig | Olympisch Stadion, Helsinki Toeschouwers: 20.162 Scheidsrechter: Erwin Vetter (DDR) |

|                                                   |         |                             |        |                                                                                        |
| 23 juni 1965 «onderlinge duels» 19:00 uur (UTC+2) | Finland | 0 – 2                       | Italië | Olympisch Stadion, Helsinki Toeschouwers: 19.995 Scheidsrechter: Tofik Bakhramov (URS) |
| 23 juni 1965 «onderlinge duels» 19:00 uur (UTC+2) |         | 33', 78' Alessandro Mazzola |        | Olympisch Stadion, Helsinki Toeschouwers: 19.995 Scheidsrechter: Tofik Bakhramov (URS) |

|                                                        |                                      |       |       |                                                                                     |
| 26 september 1965 «onderlinge duels» 14:00 uur (UTC+2) | Finland                              | 2 – 0 | Polen | Olympisch Stadion, Helsinki Toeschouwers: 7.859 Scheidsrechter: Hans Granlund (NOR) |
| 26 september 1965 «onderlinge duels» 14:00 uur (UTC+2) | Juhani Peltonen 1' Semi Nuoranen 27' |       |       | Olympisch Stadion, Helsinki Toeschouwers: 7.859 Scheidsrechter: Hans Granlund (NOR) |

|                                                      |                   |       |                                 |                                                                                  |
| 13 oktober 1965 «onderlinge duels» 19:30 uur (UTC+1) | Schotland         | 1 – 2 | Polen                           | Hampden Park, Glasgow Toeschouwers: 107.580 Scheidsrechter: Hasse Carlsson (SWE) |
| 13 oktober 1965 «onderlinge duels» 19:30 uur (UTC+1) | Billy McNeill 13' |       | 85' Ernest Pohl 87' Jerzy Sadek | Hampden Park, Glasgow Toeschouwers: 107.580 Scheidsrechter: Hasse Carlsson (SWE) |

|                                                      |                                                                                                  |       |         |                                                                                      |
| 24 oktober 1965 «onderlinge duels» 12:00 uur (UTC+1) | Polen                                                                                            | 7 – 0 | Finland | Stadion Miejski, Szczecin Toeschouwers: 30.500 Scheidsrechter: Alojz Obtulovič (TCH) |
| 24 oktober 1965 «onderlinge duels» 12:00 uur (UTC+1) | Włodzimierz Lubański 19', 21', 24' Ernest Pohl 29' Jerzy Sadek 33', 79' Włodzimierz Lubański 41' |       |         | Stadion Miejski, Szczecin Toeschouwers: 30.500 Scheidsrechter: Alojz Obtulovič (TCH) |

|                                                      |                                                                                    |       |                          |                                                                                  |
| 1 november 1965 «onderlinge duels» 14:45 uur (UTC+1) | Italië                                                                             | 6 – 1 | Polen                    | Olympisch Stadion, Rome Toeschouwers: 63.614 Scheidsrechter: Abraham Klein (ISR) |
| 1 november 1965 «onderlinge duels» 14:45 uur (UTC+1) | Alessandro Mazzola 5' Paolo Barison 25', 65', 87' Gianni Rivera 71' Bruno Mora 79' |       | 84' Włodzimierz Lubański | Olympisch Stadion, Rome Toeschouwers: 63.614 Scheidsrechter: Abraham Klein (ISR) |

|                                                    |                |       |        |                                                                                    |
| 9 november 1965 «onderlinge duels» 19:30 uur (UTC) | Schotland      | 1 – 0 | Italië | Hampden Park, Glasgow Toeschouwers: 100.393 Scheidsrechter: Rudolf Kreitlein (FRG) |
| 9 november 1965 «onderlinge duels» 19:30 uur (UTC) | John Greig 88' |       |        | Hampden Park, Glasgow Toeschouwers: 100.393 Scheidsrechter: Rudolf Kreitlein (FRG) |

|                                                      |                                                         |       |           |                                                                                  |
| 7 december 1965 «onderlinge duels» 14:30 uur (UTC+1) | Italië                                                  | 3 – 0 | Schotland | Stadio San Paolo, Napels Toeschouwers: 68.873 Scheidsrechter: István Zsolt (HUN) |
| 7 december 1965 «onderlinge duels» 14:30 uur (UTC+1) | Ezio Pascutti 38' Giacinto Facchetti 73' Bruno Mora 89' |       |           | Stadio San Paolo, Napels Toeschouwers: 68.873 Scheidsrechter: István Zsolt (HUN) |

### Groep 9
Syrië trok zich terug om de Afrikaanse teams te steunen. Die trokken zich terug omdat er te weinig plaatsen waren voor hun. Europees kampioen Spanje plaatste zich via een beslissingswedstrijd ten koste van Ierland. Grote man bij de Spanjaarden was Luis Suárez, de strateeg van Internazionale.
| Pos | Land    | Wed            | Win            | Gel            | Ver            | DV             | DT             | +/−            | Pnt            |
| --- | ------- | -------------- | -------------- | -------------- | -------------- | -------------- | -------------- | -------------- | -------------- |
| 1.  | Spanje  | 2              | 2              | 1              | 0              | 1              | 4              | 2              | +2             |
| 2.  | Ierland | 2              | 2              | 1              | 0              | 1              | 2              | 4              | −2             |
| —   | Syrië   | teruggetrokken | teruggetrokken | teruggetrokken | teruggetrokken | teruggetrokken | teruggetrokken | teruggetrokken | teruggetrokken |

|                                                 |                   |       |        |                                                                                 |
| 5 mei 1965 «onderlinge duels» 20:00 uur (UTC+1) | Ierland           | 1 – 0 | Spanje | Dalymount Park, Dublin Toeschouwers: 40.772 Scheidsrechter: Leo Callaghan (WAL) |
| 5 mei 1965 «onderlinge duels» 20:00 uur (UTC+1) | Iríbar 61' (e.d.) |       |        | Dalymount Park, Dublin Toeschouwers: 40.772 Scheidsrechter: Leo Callaghan (WAL) |

|                                                      |                                       |       |                 |                                                                                                 |
| 27 oktober 1965 «onderlinge duels» 20:30 uur (UTC+1) | Spanje                                | 4 – 1 | Ierland         | Estadio Ramón Sánchez Pizjuán, Sevilla Toeschouwers: 29.452 Scheidsrechter: Décio Freitas (POR) |
| 27 oktober 1965 «onderlinge duels» 20:30 uur (UTC+1) | Chus Pereda 40', 44', 58' Lapetra 63' |       | 26' Andy McEvoy | Estadio Ramón Sánchez Pizjuán, Sevilla Toeschouwers: 29.452 Scheidsrechter: Décio Freitas (POR) |

Ierland en Spanje eindigden gelijk, daardoor bepaalde een extra play-off op neutraal terrein welk van deze landen door mocht naar het hoofdtoernooi.
play-off
|                                                     |         |            |        |                                                                                     |
| 10 november 1965 «onderlinge duels» 20:00 uur (UTC) | Ierland | 0 – 1      | Spanje | Parc des Princes, Parijs Toeschouwers: 35.731 Scheidsrechter: Pierre Schwinte (FRA) |
| 10 november 1965 «onderlinge duels» 20:00 uur (UTC) |         | 82' Ufarte |        | Parc des Princes, Parijs Toeschouwers: 35.731 Scheidsrechter: Pierre Schwinte (FRA) |

Kwalificatie: Europa (UEFA) · Noord- en Midden-Amerika (CONCACAF) · Zuid-Amerika (CONMEBOL) · Afrika (CAF), Azië (AFC) & Oceanië